# Мацюк Любомир

Любоми́р Мацю́к, у діаспорі — Lubo Maciuk (30 вересня 1916 (згідно з особистими документами), насправді 30 вересня 1920 (згідно із власним твердженням, узятим з приватних листів), село Унятичі, нині Дрогобицького району Львівської області — 17 лютого 1991, Польща, похований у Щеціні) — український співак (тенор) і диригент. Псевдонім — Мартіні.

## Біографічні відомості
Закінчив Вищий музичний інститут імені Миколи Лисенка у Львові. Вдосконалював майстерність у Берліні та Відні.
Концертував у Західній Німеччині, 1947—1958 — у Бразилії, від 1958 — у США.
Перший чоловік співачки Ії Мацюк.